# 루트비히 프란틀

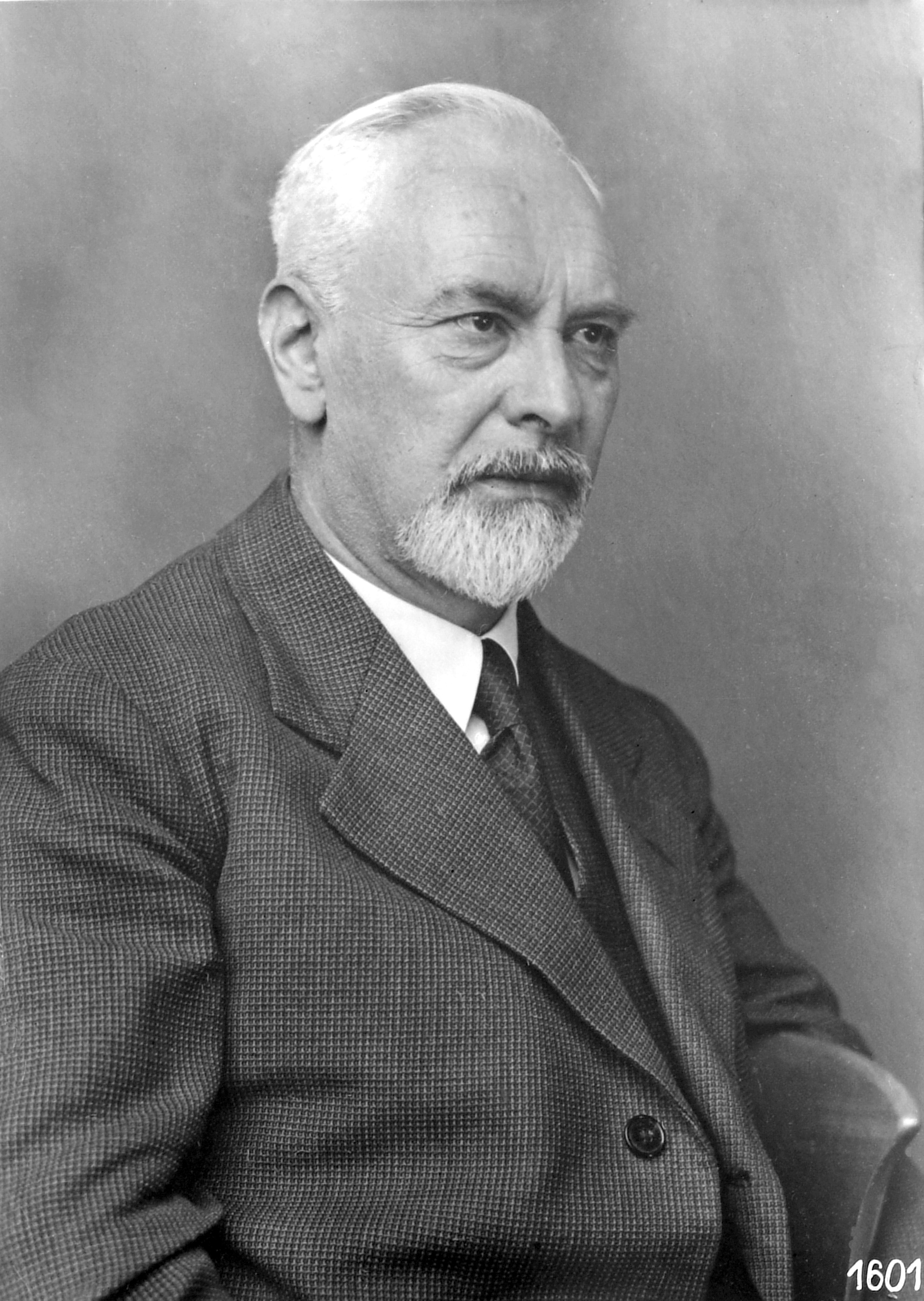
루트비히 프란틀의 초상화

루트비히 프란틀(독일어: Ludwig Prandtl, 1875년 2월 4일 ~ 1953년 8월 15일)은 독일의 물리학자이다. 공기역학 분야에서 많은 업적을 남겼으며 경계층, 박익이론, 양력선이론을 연구했다. 무차원 수인 프란틀 수는 그의 이름을 딴 것이다.

## 생애
뮌헨 근교의 프라이징에서 태어났으며 그의 아버지도 공학자였다. 1894년 뮌헨 공과대학교에 입학해 고체물리학을 배우고, 기계 설계자가 되었다. 유체 기계의 설계로부터 유체역학 분야에 관심을 가지게 되었다. 1901년에는 하노버 대학교의 교수가 되어 1904년에 경계층에 관한 논문을 발표했다. 이후 괴팅겐 대학교로 옮겨 항공역학실험소(Aerodynamische Versuchsanstalt)를 설립하여 이끌었다. 1925년에는 카이저 빌헬름 유체역학 연구소(Kaiser-Wilhelm-Institut für Strmungsforschung)를 창립했다.
프레더릭 랜체스터(Frederick Lanchester)와 함께 랜체스터-프란틀 이론 또는 양력선 이론으로도 알려져 있는 3차원 날개이론을 1919년에 발표했다. 1908년에는 테오도어 마이어(독일어: Theodor Meyer)와 함께 초음속 충격파의 이론을 처음 발표했다. 이외에도 허먼 글라워트(영어: Hermann Glauert)와 함께 프란틀-글라워트 법칙을 발견했다.

## 같이 보기
- 풍동
- 피토 튜브